# 康拉德·楚澤
康拉德·恩斯特·奥托·楚澤（德語：Konrad Ernst Otto Zuse，1910年6月22日—1995年12月18日），是一位德國工程師和計算機先驅、发明家、企业家（創辦Zuse KG公司）。楚澤生于德国柏林。他曾在第二次世界大戰时與德國政府合作，因为這有助於他的項目融資。1995年，康拉德·楚澤逝世于欣費爾德。

## 主要成就
他最大的成就是在1941年设计了世界上第一個有程控功能的圖靈計算機Z3（該方案使用了打孔机）。他的S2計算機被認為是第一個的計算機，用來幫助發展亨舍爾Werke公司的Hs-294導彈，它是現代巡航導彈部件的前身。它也被認為是一部類比數位轉換器。

## 紀念
- 2010年6月22日，「康拉德·楚澤」100歲冥誕 （页面存档备份，存于）紀念
- 2010年電影某角色名稱「Zuse」。

## 腳注
1. ↑  PDF （页面存档备份，存于） Raúl Rojas: Konrad Zuse’s Legacy: The Architecture of the Z1 and Z3
2. ↑  []  （页面存档备份，存于） Raúl Rojas: How to make Zuse's Z3 a universal computer.
3. ↑  RTD Net （页面存档备份，存于）: "From various sides Konrad Zuse was awarded with the title "Inventor of the computer"."
4. ↑  GermanWay （页面存档备份，存于）: "(...)German inventor of the computer"
5. ↑  Monsters & Critics 的存檔，存档日期May 22, 2013，.: "he [Zuse] built the world's first computer in Berlin"